# Young America
Young America es el yate con el número de vela distintivo USA 36 de la Clase Internacional Copa América.
Navegó bajo pabellón estadounidense y perteneció a los equipos PACT 95 y Team Dennis Conner, de los Clubes de Yates de Nueva York y San Diego respectivamente.
En 1995, en San Diego (California), perdió en la 29 edición de la Copa América, ante el representante del Real Escuadrón de Yates de Nueva Zelanda, por 5 a 0.
Era la segunda derrota de Dennis Conner en la Copa América y también la segunda vez que los norteamericanos perdían la Copa.
El Young America había perdido anteriormente las Defender Selection Series (Copa Citizen) ante el "Stars & Stripes" (USA 34) del Team Dennis Conner, pero, curiosamente, Dennis Conner solicitó usar el Young America en vez del "Stars & Stripes" en la defensa de la Copa, ya que consideraba que era un barco más veloz y competitivo. 
El Young America recibió los apodos de Mermaid y Blond Mermaid por la sirena que el artista Roy Lichtenstein pintó en su casco, y, posteriormente, el de Dorothy, por el nombre del tornado que asoló San Diego y causó graves daños en el barco el 4 de enero de 1995.
Desde 2002 se expone en medio de una isla en un pequeño lago del museo Storm King Art Center de Mountainville Cornwall, Nueva York (Estados Unidos).

## Datos
- Número de vela: USA 36
- Nombre: Young America
- Club: Club de Yates de Nueva York y Club de Yates de San Diego.
- Pabellón: Estados Unidos
- Propietario: PACT 95
- Constructor: Goetz Custom Sailboats, Bristol, Rhode Island, USA
- Velas: North Sails (Steve Gruver9 y Steve Calder como diseñador de velas
- Diseño: Bruce Nelson de Nelson/Marek Yacht Design (John Kuhn, jefe de diseño, Jim Teeters; Carl Scrag, dinámica de fluidos; y Karl Kirkman, pruebas en canal y aerodinámica)
- Patrón: Kevin Mahaney en la Copa Citizen y Dennis Conner en la Copa América
- Construido: 1993 y 1994
- Botadura: 7 de enero de 1994
- Material del casco: Fibra de carbono
- Tripulantes: 16
- Eslora total: 23.60 m
- Eslora de flotación: 17.98 m
- Mangan: 4.57 m
- Calado: 3.96 m
- Superficie vélica: 330.75 m²
- Desplazamiento: 27.500 tons
- Mástil: 33.50 m
- Clase: IACC